# امراپوری
امراپوری (به لاتین: Amarapuri) یک منطقهٔ مسکونی در نپال است که در Lumbini Zone واقع شده‌است.

## خصوصیات
امراپوری ۵٬۴۵۱ نفر جمعیت دارد.